# Родос (аеропорт)
Міжнародний аеропорт Родоса «Діагорас» (Міжнародний аеропорт Діагорас) (грец. Κρατικός Αερολιμένας Ρόδου, "Διαγόρας") (IATA: RHO, ICAO: LGRP) — аеропорт на острові Родос, Греція. Аеропорт знаходиться за 14 км на північний захід від міста Родос, біля села Парадіс.
Аеропорт займає четверте місце по завантаженню в Греції за загальним обсягом пасажирських перевезень. Аеропорт вступив у дію в 1977 році, він замінив старий аеропорт і недостатньо потужний в області Мариця. Аеропорт займає площу 31000 м², з перспективою розширення вдвічі. Новий термінал, відкритий у 2005 році, підвищив якість послуг, в першу чергу для чартерних авіакомпаній.

## Авіакомпанії та напрямки, серпень 2019
| Авіакомпанія                     | Пункт призначення |
| -------------------------------- | --- |
| Adria Airways                    | Сезонний чартер: Любляна |
| Aegean Airlines                  | Афіни, Салоніки Сезонний: Франкфурт, Іракліон, Ларнака, Ліон, Марсель, Мюнхен, Париж-Шарль де Голль, Тель-Авів, Цюрих Сезонний чартер: Олесунн, Бейрут, Белград, Братислава, Будапешт, Бухарест, Клуж-Напока, Копенгаген, Кунео, Кошице, Лулео, Молде, Оденсе, Осло-Гардермуен, Оре/Естерсунд, Шеллефтео, Тронгейм Вроцлав, Єреван |
| airBaltic                        | Сезонний: Рига |
| Air Bucharest                    | Сезонний чартер: Бухарест |
| Alitalia                         | Сезонний: Мілан-Лінате, Рим-Ф'юмічіно |
| Arkia                            | Сезонний: Тель-Авів |
| Astra Airlines                   | Сезонний: Салоніки |
| Austrian Airlines                | Сезонний: Відень Сезонний чартер: Грац, Інсбрук, Лінц |
| Aviolet                          | Сезонний чартер: Белград |
| Belavia                          | Сезонний чартер: Мінськ |
| BlueBird Airways                 | Сезонний чартер: Тель-Авів |
| Blu-express                      | Сезонний: Бергамо, Болонья, Рим-Ф'юмічіно |
| British Airways                  | Сезонний: Лондон-Гатвік |
| Brussels Airlines                | Сезонний: Брюссель |
| Chair Airlines                   | Сезонний: Цюрих |
| Condor                           | Сезонний: Дюссельдорф, Франкфурт, Гамбург, Ганновер, Лейпциг/Галле, Мюнхен, Штутгарт |
| Corendon Airlines Europe         | Сезонний: Біллунн, Бремен, Кельн/Бонн, Копенгаген, Дюссельдорф, Грац , Ганновер, Йоенсуу, Лейпциг/Галле, Лінц , Мюнхен, Мюнстер/Оснабрюк, Нюрнберг, Оулу (з 7 жовтня 2019), Стокгольм-Арланда, Штутгарт |
| Corendon Dutch Airlines          | Сезонний: Маастрихт/Аахен |
| Cyprus Airways                   | Сезонний: Ларнака |
| easyJet                          | Сезонний: Амстердам, Берлін-Шенефельд, Бристоль, Ліверпуль, Лондон-Гатвік, Лондон-Лутон, Мілан-Мальпенса, Ньюкасл, Париж-Орлі, Венеція |
| Edelweiss Air                    | Сезонний: Цюрих |
| Ellinair                         | Афіни, Салоніки |
| Enter Air                        | Сезонний чартер: Катовіце, Ряшів Лондон-Гатвік |
| Eurowings                        | Сезонний: Ганновер, Зальцбург, Штутгарт |
| Finnair                          | Сезонний: Гельсінкі |
| Great Dane Airlines              | Сезонний: Ольборг |
| Israir                           | Сезонний: Тель-Авів |
| Jet2.com                         | Сезонний: Белфаст, Бірмінгем, Східний Мідландс, Единбург, Глазго, Лідс/Бредфорд, Лондон-Станстед, Манчестер, Ньюкасл |
| Jet Time                         | Сезонний чартер: Гальмстад |
| Lauda                            | Сезонний: Дюссельдорф |
| LOT Polish Airlines              | Сезонний чартер: Катовиці |
| Luxair                           | Сезонний чартер: Люксембург |
| Middle East Airlines             | Сезонний чартер: Бейрут |
| Neos                             | Сезонний: Мілан-Бергамо, Болонья, Мілан-Мальпенса, Рим-Ф'юмічіно, Верона |
| Norwegian Air Shuttle            | Сезонний: Копенгаген, Гельсінкі Осло-Гардермуен, Стокгольм-Арланда Сезонний чартер: Тронгейм |
| Novair                           | Сезонний чартер: Осло-Гардермуен, Стокгольм-Арланда, Тронгейм |
| Olympic Air                      | Кастелорізо |
| Royal Flight                     | Сезонний чартер: Казань, Москва-Шереметьєво, Ростов-на-Дону, Самара |
| Ryanair                          | Сезонний: Берлін-Тегель, Бергамо, Болонья, Брюссель-Шарлеруа, Східний Мідландс, Каунас, Ліверпуль, Лондон-Станстед, Манчестер, Піза, Рим-Ф'юмічіно, Стокгольм-Скавста |
| Ryanair Sun                      | Сезонний чартер: Гданськ, Катовиці, Познань, Вроцлав |
| S7 Airlines                      | Сезонний:Москва-Домодєдово |
| Scandinavian Airlines            | Сезонний чартер: Берген, Біллунн, Копенгаген, Гетеборг Осло-Гардермуен, Стокгольм-Арланда, Тронгейм |
| Sky Express                      | Астипалея, Хіос, Іракліон, Калімнос, Карпатос, Касос, Кос, Лемнос, Лерос, Мітилена, Самос Сезонний: Сітія |
| SmartWings                       | Сезонний: Брно, Кошице, Острава, Пардубице, Прага Сезонний чартер: Лілль, Ліон, Париж-Шарль де Голль |
| SmartWings Hungary               | Сезонний: Будапешт |
| SmartWings Polska                | Сезонний чартер: |
| SmartWings Slovakia              | Сезонний: Братислава |
| Sun D'Or                         | Сезонний чартер: Тель-Авів |
| Sundair                          | Сезонний Бремен, Дрезден |
| SunExpress Deutschland           | Сезонний: Кельн/Бонн, Дюсельдорф, Ганновер, Лейпциг/Галле, Мюнхен, Нюрнберг, Штутгарт |
| Thomas Cook Airlines             | Сезонний: Бірмінгем, Бристоль, Кардіфф, Східний Мідландс, Глазго, Лондон-Гатвік, Лондон-Станстед] (завершення 30 жовтня 2019),, Манчестер, Ньюкасл |
| Thomas Cook Airlines Scandinavia | Сезонний чартер: Бурленге, Гельсінкі, Єнчепінг, Карлстад, Лулео, Норрчепінг, Еребру, Осло-Гардермуен, Стокгольм-Арланда, Тронгейм |
| Transavia                        | Сезонний: Амстердам |
| Transavia France                 | Сезонний: Париж-Орлі |
| TUI Airways                      | Сезонний: Абердин, Белфаст, Бірмінгем, Борнмут, Бристоль, Кардіфф, Донкастер-Шеффілд, Дублін, Східний Мідландс, Единбург, Ексетер, Глазго, Лідс/Бредфорд, Лондон-Гатвік, Лондон-Лутон, Лондон-Станстед, Манчестер, Ньюкасл, Норвіч                                                                                                 |
| TUIfly Belgium                   | Сезонний: Брюссель, Брюссель-Шарлеруа,Льєж, Остенде-Брюгге, Сезонний чартер: Доль, Страсбург |
| TUI fly Deutschland              | Сезонний: Базель-Мюлуз-Фрайбург, Берлін-Тегель, Кельн/Бонн, Дюссельдорф, Франкфурт, Гановер, Мюнхен, Нюрнберг, Падерборн/Ліппштадт, Саарбрюкен, Штутгарт |
| TUI Airlines Netherlands         | Сезонний: Амстердам, Роттердам |
| TUIfly Nordic                    | Сезонний чартер: Гелсінкі, Осло-Гардермуен |
| Tus Air                          | Сезонний: Тель-Авів |
| Ural Airlines                    | Сезонний чартер: Ст Петербург, Єкатеринбург |
| Volotea                          | Сезонний: Афіни, Палермо, Венеція |
| Vueling                          | Сезонний: Рим-Ф'юмічіно |
| Windrose Airlines                | Сезонний чартер: Київ-Бориспіль |
| Wizz Air                         | Сезонний: Будапешт |